# Гревенброх
Гревенброх (на немски: Grevenbroich) е град в западна Германия, част от Рейнски окръг Нойс на провинция Северен Рейн-Вестфалия. Населението му е около 63 000 души (2015).
Разположен е на 54 метра надморска височина в Северногерманската низина, на 20 километра югозападно от Дюселдорф и на 31 километра северозападно от Кьолн. Селището възниква в края на XIII век около укрепление на графовете на Кесел, а след 1307 година е владение на графовете на Юлих. Разраства се от края на XIX век, когато е свързано с железопътната мрежа, развивайки въгледобива, текстилната и металургичната промишленост.

## Известни личности
Родени в Гревенброх
- Ернст Фолрат (1932 – 2003), философ